# 龍馬伝
『龍馬伝』（りょうまでん）は、2010年1月3日から同年11月28日まで放送されたNHK大河ドラマ第49作。主演は福山雅治。
坂本龍馬の生涯を描いた作品で脚本は福田靖、チーフ演出は大友啓史が担当した。

## 概要
オリジナル作品。1968年の『竜馬がゆく』以来の坂本龍馬を主人公とする大河ドラマ。
2008年11月6日に「主人公・坂本龍馬を福山雅治が演じる」と発表され、2009年4月14日には岩崎弥太郎などの配役なども発表。収録は2009年8月19日に始まり2010年10月14日に終了した。
脚本は同じく福山主演のテレビドラマ『ガリレオ』や木村拓哉主演の『HERO』等の実績を持つ福田靖が手掛けた。チーフディレクターはテレビドラマ『ハゲタカ』や『白洲次郎』の大友啓史が務め、芝居が終わってもカットを掛けない、10分超え当たり前の長廻し、現場への台本持ち込み禁止といった、キャスト・スタッフの緊張感を高める演出も行なわれた。龍馬を演じる福山は役作りで髪を伸ばしたり、日焼けで肌を黒くしたりするなど比較的忠実に龍馬像を再現している。
作品は三菱財閥の創業者・岩崎弥太郎の視点から龍馬の生涯を描き、
- SEASON1「RYOMA THE DREAMER」（第1回 - 第13回）
- SEASON2「RYOMA THE ADVENTURER」（第14回 - 第28回）
- SEASON3「RYOMA THE NAVIGATOR」（第29回 - 第38回）
- FINAL SEASON「RYOMA THE HOPE」（第39回 - 最終回）

の全4部によって構成される。明治に入ってから弥太郎が記者・坂崎紫瀾の取材を受ける中で龍馬について語り続ける、という設定で描かれるため、本編のナレーションも、弥太郎役の香川照之が担当した。
この作品では全編にわたりプログレッシブカメラ（通称：30pカメラ）による撮影、およびVFXエフェクトを行っている。NHKのドラマでは『白洲次郎』や『坂の上の雲』といった「スペシャルドラマ」などでの使用例が増えているが、大河ドラマではこの作品より正式に使用されることとなる。
音楽は佐藤直紀が担当。オープニングのテーマ曲の女性ボーカルに、オーストラリア出身で、「ネオクラシカルの歌姫」と呼ばれるリサ・ジェラルドが起用された。オープニング・テーマ曲は現在では、様々な番組で龍馬に関する話題を採り上げる際のBGMとして使用されている。
ドラマに登場する龍馬の妻・お龍と、平井加尾、千葉佐那、長崎の芸妓・お元を「4人のヒロイン」と位置付けた番組プロモーションが行われ、撮影の舞台裏と史実上の4人を紹介した45分の特別番組「龍馬を愛した女たち〜ヒロインたちの龍馬伝〜」も制作・放映された。

## オープニングタイトル
題字に初めて「大河ドラマ」と併記がされた。映像演出は番組ディレクターの渡辺一貴。
冒頭部は、
- 暗闇の中に光を背に浮かび上がる龍馬 → ブラックバックに龍馬と番組タイトル (SEASON1)
- 砂浜で彼方を眺める龍馬 → 土佐の海（足摺岬）をバックにした龍馬と番組タイトル(SEASON2)
- 日に照らし出された山々 → その合間に立つ龍馬と番組タイトル （SEASON3）
- 砂嵐の巻き起こる荒野 → その中に立つ龍馬と番組タイトル（FINAL SEASON）

が流れ、以降の映像は、
1. 幕末から明治へ揺れ動く時代を「渦」にみたて龍馬が姿を変えた竜が飛び込んで行く。SEASON3では龍馬の瞳の奥に竜が宿っている様に描かれており、FINAL SEASONでは龍馬の眼前で砂塵が弾け飛ぶと同時に竜が現れている。
2. 龍馬に関係する人物達の写真と龍馬の直筆書簡が映る。
3. 龍馬が訪れた江戸と長崎の様子が浮世絵で綴られる。
4. 砂浜で彼方を眺める龍馬と土佐の海（足摺岬）の荒波が映し出される[4]。

という全4章構成となっている。
最終回ではオープニングタイトルが流れず、エピローグでキャスト・スタッフロールが流れた。このパターンは大河ドラマでは初のパターンで、以後の一部の作品でも最終回のみ変則パターンが使われるかたちとなった。

## あらすじ
明治15年（1882年）、郵便汽船三菱社長・岩崎弥太郎は高知県土陽新聞社の記者・坂崎紫瀾から取材を申し込まれる。郷土の埋もれた維新志士・坂本龍馬について調べているという坂崎に、弥太郎は「龍馬はこの世で一番嫌いな男だった。あれほど腹の立つ男はどこにもいなかった!」と答えるが、その直後何故か泣き笑いしていた。

## 登場人物

### 主人公
坂本龍馬（さかもと りょうま）
演：福山雅治（少年時代：濱田龍臣）
土佐藩郷士・坂本八平の次男。
幼少期は気が弱く、剣術も学問も苦手な少年だったが姉・乙女に厳しく鍛え上げられる。また、実母・幸の死をきっかけに「憎しみからは何も生まれない」という考えを持ち、力ずくで物事を解決することを嫌う。
長ずるにつれ、自分が何を成すべきかを考えるようになり、見聞を広めるために剣術修行を名目に江戸に出る。江戸で出会った人々や黒船来航の騒擾に接し、日本国その物の将来を憂うようになり、武市半平太率いる土佐勤王党に加盟するが、藩を挙げての攘夷に拘り上士との対決姿勢を強める勤王党にも疑問を感じ、自分の為すべき道を求めて土佐藩を脱藩する。
脱藩後は諸国を経巡った後、江戸で幕臣・勝麟太郎の弟子となる。師の尽力で脱藩の罪も許され、共に日本の海軍創設に奔走するが、海軍操練所は幕府の圧力の前に閉鎖され、藩の帰国命令を無視したため再び脱藩者となる。弥太郎からの手紙で勤王党弾圧の惨状を知ると密かに土佐に戻り、武市たちを救おうと奔走するが果たせず。多くの人々との別れを通して成長した龍馬は、日本を「洗濯する」ことを誓って仲間たちと共に薩摩藩へ向かう。
長崎で出会った高杉晋作から長州藩の藩論転換を知り、薩摩と長州を同盟させ幕府に対抗する勢力を作り上げることを構想。仲間たちと「亀山社中」を結成し、薩長の間を仲介して薩長同盟を締結に導く。直後に船宿・寺田屋で幕府の捕り方に襲われ瀕死の重傷を負うが、お龍の看護もあって回復。彼女を妻に迎え、共に訪れた霧島山の頂で「新しい日本を作るため、自らが先頭に立って行動する」ことを誓う。
幕府との戦争に勝利したことで討幕を目指す薩長を危惧し、大政奉還による政権交代を目指すが、その行動を幕府から危険視されていく。土佐藩を巻き込んだ運動の末、遂に大政奉還を実現させるが、その1ヶ月後に見廻組によって殺害された。

### 龍馬の家族・親族
坂本八平（さかもと はちへい）
演：児玉清
土佐藩郷士・坂本家3代目当主。龍馬の父。
年をとってからできた子供である龍馬が可愛くて仕方が無いが、商家の分家という坂本家の出自から、龍馬を誰よりも武士らしく育てようとする。龍馬から江戸留学を申し出た際、当初は難色を示したが可能性を信じて江戸留学に送り出す。しかし龍馬が江戸から帰国した時には既に心臓を病んでおり、龍馬に「この世に生まれたからには、己の命を使い切れ」と遺言して亡くなる。
坂本乙女（さかもと とめ）
（坂本乙女 → 岡上乙女 → 坂本乙女）
演：寺島しのぶ（少女時代：土屋太鳳）
八平の三女。龍馬の姉。
両親に代わって幼少の龍馬を厳しく鍛え上げた。その男勝りの激しい気性から周囲からは「坂本のお仁王様」の異名で呼ばれる。長じてからは龍馬の最大の理解者となり、兄・権平を説得して龍馬の脱藩を後押しした。その後も折に触れて龍馬を励まし、時に叱咤する。医師・岡上樹庵に嫁ぐが、婚家と反りが合わず何かと理由をつけては坂本家に戻って来る。
龍（りょう）
（楢崎龍 → 龍）
演：真木よう子
龍馬の妻。
安政の大獄で父を失い、宿屋・扇岩に奉公しながら母と弟妹を一人で養っていた頃に龍馬と知り合う。蛤御門の変で扇岩が焼けた後は、龍馬の紹介で船宿・寺田屋で働くことになる。自分達の理屈で戦を起こす侍を嫌っていたが、戦を嫌う龍馬に惹かれてゆく。龍馬の危機を命懸けで何度も救い、お互いの想いを深め、ついに夫婦となる。
結婚後は長崎で共に暮らしていたが、お龍にも累が及ぶことを危惧した龍馬の発案で、長州の三吉慎蔵の元に預けられる。その時期に習ったピストルを得意とする。
坂本幸（さかもと こう）
演：草刈民代
龍馬の実母。
病弱で寝たり起きたりの状態だが、龍馬には精一杯の愛情を注ぐ。上士に粗相をした龍馬が無礼討ちされそうになった時、土砂降りのなか病身を押して駆けつけ、必死に懇願をして龍馬を許して貰うが、この時の無理が祟って亡くなる。喧嘩を避けるという龍馬の性格形成に大きな影響を与えた。
坂本伊與（さかもと いよ）
演：松原智恵子
八平の後妻。龍馬の継母。
継子である龍馬を我が子のように育てた。龍馬の脱藩中にその身を案じながら亡くなった。
坂本権平（さかもと ごんぺい）
演：杉本哲太
八平の長男。龍馬の兄。
八平と共に龍馬を武士らしく育てようと腐心する。八平の没後、坂本家4代目当主となるが、龍馬の脱藩で坂本家で唯一の男となってしまい女性陣の尻に敷かれている。龍馬の脱藩に当初は反対するが、乙女に説得され、餞別に坂本家の名刀「肥前忠広」を乙女を通じて渡し、龍馬を送り出した後に本家である才谷屋の借金帳簿を盾にして、上士たちの反撃から坂本家を守った。
龍馬の脱藩が許されると土佐に連れ戻そうと大坂の勝塾を訪れるが、日本の海軍創設に邁進する龍馬達を見て成長を見届けつつ、諦めて土佐に帰る。しかし男子に恵まれないため、龍馬に坂本家を継いでもらいたいと願っている。
坂本千野（さかもと ちの）
演：島崎和歌子
権平の妻。龍馬の義姉。
坂本春猪（さかもと はるい）
演：前田敦子（少女時代：松元環季）
権平の娘。龍馬の姪。龍馬を「おじちゃん（もしくは龍馬おじちゃん）」と呼んで、兄のように慕っている。
坂本千鶴（さかもと ちづ）
演：大鳥れい
八平の長女。龍馬・乙女の姉。高松太郎の母。
岡上樹庵（おかのうえ じゅあん）
演：温水洋一
医者。乙女の元夫。
ぎん / さと / けい
演：林侑香（ぎん） / 三宅ひとみ（さと） / 渡邉沙織（けい）
坂本家の下女。

### 土佐の人々

#### 岩崎家
岩崎弥太郎（いわさき やたろう）
演：香川照之（少年時代：渡邉甚平）
土佐藩地下浪人。岩崎弥次郎の長男。龍馬の幼馴染。のちの郵便汽船三菱社長。
自信家かつ毒舌でよく人に悪態をつき、「わしより頭のええ人間はおらん」と豪語するが、情に脆い面もある。龍馬に対して少年時代よりライバル心を持つ。
「下士の頂点に立つ｣ことを目標に勉学に励むが、身分制度の壁や父・弥次郎に足を引っ張られ、何度も挫折を経験する。しかし、奉行所の門に落書きした廉で入れられた牢屋で出会った老人から｢商売の神髄｣を教えられ、牢内から出した意見書が参政・吉田東洋に認められ、郷廻に取り立てられる。
龍馬が脱藩すると後藤象二郎の命で追手として大坂に派遣され龍馬と再会するが、捕えることは出来ず、帰国後は郷廻を辞めて材木の行商を始める。商売が軌道に乗り始めた矢先、後藤らの復権によって無理矢理役目に戻され、勤王党員の拷問に立ち会わされ、その惨状を書いた手紙を龍馬に送り、密かに帰国した龍馬の活動に手を貸す。
その後も商売の傍ら、後藤の手足として働くが、密偵となって潜入した京で再会した龍馬に薩長同盟の成立を知らされ、自分も藩の為、国のために働きたいと材木商をやめた。
後藤に商才を認められ、長崎・土佐商会の主任に抜擢され、また龍馬の海援隊の経理を担当する。しかし、藩の借金の尻拭いに走り回らされ、また長崎奉行に目の敵にされた龍馬の存在が商売の障害となる現状に遂に龍馬との決別を決意する。グラバーから英国式のビジネスのやり方を学び、幕府と薩長の間に戦争を予期して大量の武器を購入するが、土壇場で大政奉還が成ると判断し、武器を売り抜けて巨利を得る。
維新後は三菱財閥の長として君臨し、グラバーや後藤など過去の目上の人物を軽く凌ぐほどの大出世を果たしている。
本心では龍馬を認めると共に憧れも抱いており、龍馬が見廻組に殺害された際には「わしの龍馬を返してくれ!」と泣き叫ぶ一面を見せ、坂崎との会話でも最後に、「あんな龍はどこにもおらん」と評していた。
岩崎弥次郎（いわさき やじろう）
演：蟹江敬三
土佐藩地下浪人。弥太郎の父。
大酒飲み・博打好き等だらしない面や喧嘩っ早い点もあるが、不器用ながらも弥太郎のことを思いやる父親。庄屋の我田引水に猛抗議したり、拷問に苦しむ以蔵に毒饅頭を食べさせるよう弥太郎に涙ながらに語るなど、人情味に溢れた人物。
岩崎美和（いわさき みわ）
演：倍賞美津子
弥太郎の母。夫に手を焼かされつつもコツコツ蓄財するなど、なかなかの良妻賢母。弥太郎の才能を誰よりも早く見抜いていた。明治に入って、坂崎が龍馬を英雄視した小説『汗血千里駒』を執筆したことにつむじを曲げ、これ以上の取材を拒否しようとした弥太郎を、「岩崎弥太郎には龍馬さんのことを語る義理がある」と言い、引き受けたからには最後まで龍馬のことを話すよう叱咤する。
岩崎喜勢（いわさき きせ）
演：マイコ
弥太郎の妻。占い師に「あなたを幸せにするのは『くそまみれの男』」と言われ、肥溜めに落ちていた弥太郎を運命の人と思い嫁ぐ。美人で気立ても良く、商売成功の示唆を示すなど、弥太郎を支える。時に時勢を鋭く見通した発言をして弥太郎を驚かせることもある。
岩崎さき（いわさき さき）
演：菊地美香（少女時代：野口真緒）
弥太郎の妹。
岩崎弥之助（いわさき やのすけ）
演：今井隆文（少年時代：ささの友間　幼年時代：須田直樹）
弥太郎・さきの弟。
岩崎春路（いわさき はるじ）
演：中村花奈
弥太郎と喜勢の長女。

#### 武市家
武市半平太（たけち はんぺいた）
演：大森南朋（少年時代：桑代貴明）
土佐藩白札（後に上士格に昇進）。龍馬の幼馴染みで無二の友。
文武両道の秀才で、城下で道場を営み、門弟達からは面倒見の良い兄貴分として慕われている。愛妻家で下戸。
黒船来航をきっかけに攘夷思想に目覚め、剣術修行を名目に出た江戸で各藩の攘夷派の士と交流するが、そこで土佐藩が後れを取っていると感じる。帰国して、参政・吉田東洋に攘夷を説くが退けられ、上士に対抗して攘夷を藩論とするために下士を結集して土佐勤王党を結成する。東洋によって免職された柴田備後と結び、東洋の追い落としを図るが手段を選ばぬ行動に走るようになり、遂には勤王党員に東洋を暗殺させる。
藩の実権を掌握した後は京に進出。土佐藩を尊皇攘夷運動の旗頭に担ぎ上げ、一時は朝廷を動かすほどの権力を握る。しかし、尊皇攘夷派の衰退と共に失脚し投獄される。1年半に及ぶ獄中闘争の末、牢を訪れた山内容堂と対話して全ての罪を認める。その後、牢を訪れた龍馬と弥太郎に未来を託した後、切腹を命ぜられ壮絶な最期を遂げた。
武市冨（たけち とみ）
演：奥貫薫
半平太の妻。
攘夷運動に没頭していく夫を心配する。夫が投獄されると、夫と同じ苦しみを味わうため板の間で寝起きした。
武市智（たけち とも）
演：菅井きん
半平太の祖母。両親を早くに亡くした半平太を親代わりとなって育てた。病で寝たきりの生活を送っており、半平太と冨が見守る中で死去した。

#### 平井家
平井加尾（ひらい かお）
演：広末涼子（少女時代：八木優希）
龍馬たちの幼馴染で平井収二郎の妹。
幼い頃より龍馬を慕っていた。龍馬に触発され、自立した女性を目指して弥太郎の塾に通い弥太郎の江戸留学のきっかけを作るが、その事で「自分に好意を持っている」と思った弥太郎に求婚されたが断った。江戸留学より戻った龍馬と結婚の約束をするが、これを許せない兄・収二郎によって仲を裂かれ、隠密として京へと送られる。
京で脱藩した龍馬と再会し、想いを確かめ合うが、既に世界に目を向ける龍馬とは一緒にいられないと悟り、別れを決意する。その別れ際、龍馬を導く人物として勝麟太郎の存在を伝えた。勤王党が藩の実権を握り上洛すると、用済みとなり土佐に帰された。
平井収二郎（ひらい しゅうじろう）
演：宮迫博之
土佐藩郷士。龍馬の幼馴染。加尾の兄。
自分たちと意見の合わない龍馬を真っ向から嫌った上、加尾が龍馬と結婚を約束した事を知って激怒し、加尾を密偵として京に送って引き離して二人の仲を裂いた。しかし「郷士の身分にあって京で勤めるのは妹の為にもなる」と語るなど、兄として加尾の身を思いやってもいる。
武市の右腕として尊皇攘夷の実行のために奔走するが、土佐勤王党の壊滅を狙る山内容堂の謀略に嵌まり、青蓮院宮に土佐藩改革の令旨を願い出たことが藩に対する反逆とされ、捕らえられて土佐に送られる。土佐では吉田東洋暗殺犯を探す後藤象二郎らに拷問され、武市の助命嘆願も届かず切腹を命ぜられた。
平井伝八（ひらい でんぱち）
演：黒沼弘己
加尾・収二郎の父。

#### 武市道場門下生・土佐勤王党員
中岡慎太郎（なかおか しんたろう）
演：上川隆也
土佐脱藩浪士。
元勤王党員で脱藩後は長州に身を寄せていた。三条実美らの護衛に当っていた大宰府で龍馬と再会し、彼の薩長同盟構想に共鳴して薩摩藩との交渉を担当する。討幕を志して「陸援隊」を結成する。新政府綱領に書かれた「○○○」の記述を巡り諸藩が疑心暗鬼に陥る中、龍馬の真意を質すべく近江屋を訪れた。この時の対話で龍馬の真意を理解するも、直後に今井たち見廻組による急襲に遭い、殺害される。
岡田以蔵（おかだ いぞう）
演：佐藤健
郷士。龍馬の幼馴染み。頭はあまり回らないが、心優しく裏表のない青年。武市を尊敬し、龍馬を慕う。
勤王党員だが、剣術の腕以外に取り柄が無いため、党が藩の実権を握っても役目を与えられず、その孤独な立場と純粋な性格を武市に利用され、暗殺者に仕立て上げられる。以来、武市の役に立ちたい一心で勤王党の政敵を次々と暗殺し、「人斬り以蔵」の異名で呼ばれるようになる。しかし本意でない殺人に手を染めることに苦しむようになり、勝を暗殺に赴いた際に龍馬と再会し、そのまま勝の護衛に転向して人斬りから足を洗った。土佐勤王党の瓦解を機に罪人として藩や新選組に狙われ、捕らえられると厳しく拷問され最後は斬首された。
望月清平（もちづき せいへい）
演：本田大輔
望月亀弥太の兄。龍馬の幼馴染み。
勤王党の幹部として行動。半平太の死後は河原塚とともに藩政改革を訴える勢力のリーダーとなる。
島村衛吉（しまむら えきち）
演：山崎雄介
郷士。半平太の縁戚。龍馬の幼馴染み。
勤王党の一員として後藤象二郎に拷問される。後に獄死。
河原塚茂太郎（かわらづか もたろう）
演：原田裕章
徒士。龍馬の幼馴染み。
勤王党の一員。半平太の死後は清平と行動を共にする。
山本琢磨（やまもと たくま）
演：橋本一郎
武市の妻・冨の従弟。
武市と共に江戸で修行していた。盗品を質入れしたことが発覚して武市に切腹を命ぜられるが龍馬が手引きして逃亡させる。
那須信吾（なす しんご）/ 大石団蔵（おおいし だんぞう）/ 安岡嘉助（やすおか かすけ）
演：天野義久（那須）/ 高田将司（大石）/ 花川仁教（安岡）
武市の命で吉田東洋を暗殺した実行犯。暗殺決行後、脱藩した。
池田虎之進（いけだ とらのしん）
演：笠原秀幸
弟の仇として上士の山田広衛と益永繁斎を斬殺する。そのことで上士と下士は一触即発の事態に陥るが、龍馬の奔走により回避される。しかし、後藤象二郎に切腹を命ぜられた。
池田忠治郎（いけだ ちゅうじろう）
演：菊池有樹哉
虎之進の弟。山田広衛に切り捨てられる。
宇賀喜久馬（うが きくま）
演：田村健太郎
池田忠治郎が殺害された旨を虎之進に伝えた。
黒田吉蔵（くろだ きちぞう）
演：坂田直貴
武市道場の門下生の一人。後に半平太が上洛するとそれに同道する。
野上太郎（のがみ たろう）
（野上清吉 → 野上太郎）
演：駿河太郎
武市道場の門下生の一人。千葉道場では龍馬と同門。半平太の死後は清平らのグループの一員となる。
田山勝太郎（たやま かつたろう）
演：日向丈
武市道場の門下生の一人。半平太の死後は清平らのグループの一員となる。
竹山小太郎（たけやま こたろう）
演：姜洪軍
武市道場の門下生の一人。虎之進の友人。

#### 土佐藩主・山内家
山内容堂（やまうち ようどう）
（山内豊信 → 山内容堂）
演：近藤正臣
第15代土佐藩主。藩主時代の名は豊信（とよしげ）。安政の大獄により隠居して容堂と名乗る。老獪かつ狡猾な人物であるが、酒や曼荼羅にすがるなど精神的に弱い一面も持ち合わせている。
長宗我部旧臣の家柄である吉田東洋を起用して藩政改革を行うが、幕政を批判した廉で隠居・謹慎を命じられる。しかし引き続き藩の実権を握っており、上士・下士の双方から「大殿様」と畏怖されている。
本心では下士とその集まりである勤王党を嫌っていたが、時勢を見通す鋭い目も持っており、攘夷派が優勢な間は重用し、力を失うと一転してこれを弾圧した。しかし武市の人物と能力は認めており、「長宗我部の人間でなかったら…」とその出自を惜しんでいる。
薩長同盟締結を知ると後藤象二郎に薩長への接近を命じる。徳川家への恩義から倒幕には最後まで反対したが、龍馬と後藤に説得され、将軍・徳川慶喜に大政奉還を建白した。
山内豊範（やまうち とよのり）
演：染谷将太
第16代土佐藩主。

#### 土佐藩上士
吉田東洋（よしだ とうよう）
演：田中泯
土佐藩参政。長曽我部旧臣の家柄。天才と自称する。山内容堂の信頼を得て土佐藩の改革を行うが、そのことで守旧派の恨みを買い、また武市を無能と切り捨てたことから、勤王党員にも憎まれる。しかし、他の上士とは違い、能力を認めれば身分を問わず下士にも役目を与えるという当時としては非常に革新的な思想の持ち主。弥太郎を郷廻に取り立てるなど彼の出世のきっかけを作り、池田虎之進による上士殺害の件で直接対話した龍馬を大変気に入り、配下になるよう自ら勧誘するほどであった。龍馬の脱藩直後、武市から暗殺指令を受けた勤王党員によって暗殺された。
後藤象二郎（ごとう しょうじろう）
演：青木崇高
吉田東洋の義理の甥。
東洋と同様に勤王党とは折り合いが悪い。東洋に気に入られていた龍馬に嫉妬し、弥太郎に龍馬の毒殺を命じたこともある。
東洋が暗殺されると失脚するが、攘夷派の衰退により復権。山内容堂の命を受けて武市ら勤王党に厳しい取調べを行う。
容堂の信頼を得て参政に昇進し、彼の命を受けて長崎・清風亭で龍馬と接触し「土佐藩を新しい日本の要とする」ことを条件に手を結ぶ。当初、龍馬と海援隊を自分の下に置くつもりでいたが、龍馬の人物・思想に触れる内に嫉妬に囚われていた自分を恥じ、大政奉還に向けて龍馬と共に進んでゆく。龍馬と共に説得して容堂に大政奉還を建白させ、二条城では将軍・慶喜の大政奉還の諮問に賛成を唯一人表明した。
龍馬や武市一派に対する振る舞い・弥太郎への無理難題の押し付けなど下士に対する横暴な振る舞いが目立つ。一方、維新後には秘書を通し弥太郎に金の工面を依頼する場面も見られた。
柴田備後（しばた びんご）
演：北見敏之
側用人。守旧派として吉田東洋と対立。東洋死後は武市と組んで藩の実権を握る。
山田広衛（やまだ ひろえ）
演：世古陽丸
御小姓組。酒に酔って池田忠治郎を斬り捨てるが、駆けつけた忠治郎の兄･虎之進に殺害される。
益永繁斎（ますなが はんさい）
演：蜂須賀智隆
御小姓組。山田広衛と共に池田虎之進に殺害される。
石川石之助（いしかわ いしのすけ）
演：白井圭太
象二郎と共に、以蔵を拷問した。
寺村左膳（てらむら さぜん）
演：浦野REN
山内容堂の側近。薩土盟約締結の場に後藤象二郎と共に土佐藩代表として臨んだ。
佐々木高行（ささき たかゆき）
演：吉見一豊
土佐商会の主任を解かれた弥太郎の後任に当たる。弥太郎がミニエー銃を表向きには千丁としながら実際には一万丁購入していた件を指摘し、弥太郎を地下浪人で品が無いと罵った。
山本忠兵衛（やまもと ちゅうべえ）
演：上杉祥三
酒に酔った勢いで下士・井上正太郎を斬り殺したが、お咎めなしとなる。後に、町中で弥太郎とぶつかり、盾突く弥太郎の代わりとして謝った龍馬に激怒し暴行を加えた。
柏原綱道（かしわばら つなみち）
演：団時朗
息子・唯八が龍馬を無礼打ちにしようとした時、龍馬の母・幸に必死に懇願され「下らん刃物沙汰で屋敷内を汚されては飯が不味くなる」と母子を見逃した。
本山辰右衛門（もとやま たつえもん）
演：長谷川公彦
立川番所の吟味役。
森下又平（もりした またべい）
演：松澤一之
御側御用役。容堂と他の家臣の間を取り次ぎ、様々な者達の意を伝える。曼荼羅に耽溺している容堂に現実に引き戻すような報告を入れたため、容堂の不興を買い無粋だと言われる一幕もあった。容堂が勤王党の切り崩しを謀った際は平井収二郎への懐柔工作も行っている。
柳川克五郎（やなぎかわ かつごろう）
演：つまみ枝豆
安藝奉行所の役人。弥次郎の一件で奉行所に抗議する弥太郎を追い返す。
中村安一郎（なかむら やすいちろう）
演：エド山口
安藝奉行所の役人。弥太郎を郷廻に抜擢するとの東洋の命令書を岩崎家に届けた。
高橋七右衛門（たかはし しちえもん）
演：二階堂智
土佐商会所属。弥太郎が密かに自分の商売事をしているのを見つけるが、それを咎めずに、森田と共に協力を申し出た。
森田晋三（もりた しんぞう）
演：井上恭太
土佐商会所属。高橋と同様、弥太郎の商才に一目置いており、上士であるにもかかわらず弥太郎の仲間になった。
小塚広衛（こつか ひろえ）
演：谷川昭一朗
山本忠兵衛の同僚。
大月主税（おおつき ちから）
演：モロ師岡
才谷屋（坂本家の実家）に借金をしている。
高柳重光（たかやなぎ しげみつ）
演：佐藤旭
弥太郎に後援者になるように説得される。
戸川信次郎（とがわ しんじろう）/ 瀧井耕輔（たきい こうすけ）
演：萬雅之（戸川）/ 小林博（瀧井）
江戸藩邸詰め。後に下士との対立の際に山田広衛邸に集まる。
藤崎主税（ふじさき ちから）
演：加山到
江戸藩邸留守居役。
川邊左右夫（かわべ そうお）
演：石井洋祐
いろは丸事件の際に土佐藩代表として同席する。
山脇重吉（やまわき じゅうきち）/ 馬淵市之助（まぶち いちのすけ）
演：高橋光臣（山脇）/ 森一馬（馬渕）
下士との対立の際に山田広衛邸に集まる。
島村勇次郎（しまむら ゆうじろう）/ 田所安吉（たどころ やすきち）
演：廻飛呂男（島村）/ 久保山知洋（田所）
土佐商会所属。弥太郎の仲間になり、森田・高橋らと共にミニエー銃九千丁の売却に奔走する。

#### 土佐藩下士
溝渕広之丞（みぞぶち ひろのじょう）
演：ピエール瀧
郷士。龍馬の最初の江戸行きの旅に同行し、江戸でも藩邸の長屋の同室に寄宿する。後に弥太郎とも同室になっている。
脱藩後の龍馬とも交流を持ち、大坂の藩邸に届いた弥太郎の手紙を届けたり、龍馬の土佐密入国の手助けをしたりしている。後に藩命で長崎に赴き、土佐商会で弥太郎の配下として働いた。
井上佐市郎（いのうえ さいちろう）
演：金山一彦
郷廻。後藤象二郎から吉田東洋暗殺犯捕縛の命を受け、弥太郎と共に大坂に向かう。弥太郎の帰国後も大坂に残り捜査を続けていたが、その手が勤王党に及ぶことを恐れた武市の命を受けた以蔵により暗殺される。以蔵が最初に殺害した人物。
和助（わすけ）
演：小市慢太郎
牢番。立場上、勤王党には参加していないが、武市らの言動に共感していて牢内の武市と外部との連絡役となるなど何かと便宜を図る。
井上正太郎（いのうえ しょうたろう）
演：小久保丈二
上士に殺害される。

#### その他の人々
河田小龍（かわだ しょうりょう）
演：リリー・フランキー
絵師。西洋の事物にも通じており「土佐一番の物知り」と言われる。自宅で塾を開き、龍馬や長次郎らに西洋の情報を教授している。人とは違う龍馬の感性に興味を抱いて坂本家を訪れ、病床の八平に、家族の温かさに満ちた家に育った龍馬は大人物になると予言する。
深山宗林（みやま そうりん）
演：大和田伸也
茶道の家元。容堂に茶を馳走する。
岡本寧浦（おかもと ねいほ）
演：ベンガル
弥太郎が通っていた私塾の経営者。弥太郎は私塾の後継者に立候補したが、岡本の急逝により果たせぬ夢となった。
日根野弁治（ひねの べんじ）
演：若松武史
剣術道場の経営者。龍馬は少年時代に日根野道場に通った。龍馬を「よくは分からないが大きな人物」と八平に語る。
源三（げんぞう）
演：上田耕一
高瀬村の農民。堤の修繕指示に来た龍馬に冷たく接するが、後に協力する。
留吉（とめきち）
演：小浜正寛
猪俣村の農民。堤の修繕指示に来た龍馬に冷たく接するが、後に協力する。
多賀屋久右衛門（たがや きゅうえもん）
演：逢坂じゅん
浦戸町の米問屋の主。
しず
演：黒石えりか
久万川周辺に住んでいる農民。
たえ
演：松浦愛弓
しずの娘。
島田便右衛門（しまだ べんえもん）
演：日野陽仁
井ノ口村の庄屋。
水田引く水を独占しており、抗議に訪れた弥次郎を手下に命じて暴行させる。
大谷茂次郎（おおたに しげじろう）
演：中平良夫
龍馬が通っていた私塾の経営者。
為五郎（ためごろう）/ 鶴吉（つるきち）
演：高橋晃（為五郎）/ 島綾佑（鶴吉）
弥太郎の弟子の少年たち。
行商人（ぎょうしょうにん）
演：蛭子能収
神戸海軍操練所が閉鎖したことを坂本家の人々に伝える。

### 龍馬の同志たち

#### 亀山社中・海援隊
近藤長次郎（こんどう ちょうじろう）
（饅頭屋長次郎 → 近藤長次郎）
演：大泉洋
土佐・高知城下水通町の饅頭屋の息子。
龍馬・弥太郎に影響され、江戸へ出て、勝麟太郎の弟子となった。その際、武士の身分を得て以後は近藤長次郎と名乗り、勝の弟子となった龍馬と行動を共にする。町人出身というコンプレックスから「偽侍」と言われると感情的になってしまう。
亀山社中では経理と商いの交渉を担当。薩長同盟の証となるユニオン号と武器の購入で活躍した。しかし社中の台所事情を危惧し、独断で契約に亀山社中に有利な条件を入れたことを社中仲間達に非難される。社中に居場所が無いと感じた長次郎は、独断でイギリス留学を志して密航を企てるが嵐で船が出ずに失敗。密航未遂を知った長崎奉行所に追われ、小曽根乾堂の屋敷に匿われるも亀山社中の面々が疑いをかけられた事を乾堂から聞かされ、自分が企てた密航の重大さを思い知り、責任を取って切腹した。
沢村惣之丞（さわむら そうのじょう）
演：要潤
元土佐藩郷士。
土佐勤王党に加盟するが、何の行動も起こさない武市の姿勢に嫌気がさし、龍馬を誘って共に脱藩する。
脱藩後は龍馬と別れ、辻立ちをして攘夷を説いていた。大坂で行き倒れ寸前の状態で龍馬と長次郎に再会、彼らに「攘夷のため」と説得され勝塾に入塾した。以後、龍馬・長次郎と行動を共にする。
亀山社中では龍馬不在時の隊士達をまとめ、また外国商人との商談では得意の英語を活かして通訳を担当する。
陸奥陽之助（むつ ようのすけ）
演：平岡祐太
紀州藩脱藩浪士。海軍操練所で龍馬らと知り合い、海軍操練所閉鎖後も行動を共にする事になる。嫌みな面もあるが、薩長同盟締結にあたって奔走した折は、物怖じしない豪胆さを龍馬に買われて彼に同行し、巧みな話術で三条実美ら公家たちの関心を惹き、三条が龍馬を認め紹介状を桂に書くきっかけを作った。
池内蔵太（いけ くらた）
演：桐谷健太
土佐脱藩浪士。下関戦争や蛤御門の変等にも参加しており、体中に古傷がある。
高杉晋作の護衛として訪れた長崎で龍馬と再会し、亀山社中に参加する。社中の船「ワイル・ウエフ号」の指揮を任されるが、初めての練習航海で遭難死する。お元に想いを寄せていた。
高松太郎（たかまつ たろう）
演：川岡大次郎
土佐脱藩浪士。龍馬の長姉･千鶴の息子。容堂の命により亀弥太・寅之助と共に大坂の勝塾に派遣されて以降、龍馬と行動を共にする。
千屋寅之助（ちや とらのすけ）
演：是近敦之
土佐脱藩浪士で元勤王党員。勤皇党には龍馬の脱藩後に加盟したため大坂で出会うまで龍馬とは面識がなかった。容堂の命により亀弥太・太郎と共に大坂の勝塾に派遣されて以降、龍馬と行動を共にする。
小曽根英四郎（こぞね えいしろう）
演：杉山彦々　
小曽根乾堂の弟。龍馬たちの手伝いをしたいと志願して亀山社中に参加した。 土佐脱藩浪士。
中島作太郎（なかじま さくたろう)
演：谷口翔太
土佐脱藩浪士。
新宮馬之助（しんぐう うまのすけ）
演 : 松村良太
土佐脱藩浪士。海軍操練所閉鎖後から龍馬と行動を共にし、亀山社中や海援隊に参加する。

#### 勝塾・海軍操練所の人々
望月亀弥太（もちづき かめやた）
演：音尾琢真（少年時代：谷山毅）
土佐藩白札。
土佐勤王党員だが、武市だけが脚光を浴びることに不満を持っていた。勝塾への派遣塾生に選ばれ、高松太郎・千屋寅之助と共に入塾。西洋の学問・技術に触れて目を開かれ、藩の帰国命令に従わず脱藩の身となる。しかし、攘夷への思いを捨て切れず、また土佐に戻った勤王党員たちが藩によって弾圧されていることを知り、鬱屈した日々を送っていた時、長州藩による決起計画を知り、海軍操練所を脱走して参加するが、池田屋で新選組に襲われて自刃。その際の連判状が幕府に押収され、そこに海軍操練所員・亀弥太の名前があった事が海軍操練所閉鎖の要因となった。
佐藤与之助（さとう よのすけ）
演：有薗芳記
勝塾塾頭。龍馬たちに砲術や数学を教授する。出羽国出身であるため非常に強い東北訛りで話す。

### 幕府

#### 将軍家
徳川慶喜（とくがわ よしのぶ）
（一橋慶喜 → 徳川慶喜）
演：田中哲司
智謀に優れ、将軍後見職として若年の将軍・徳川家茂に代わって実質的に幕府を主導。家茂の急死を受け将軍職を継承するが、幕府の弱体化を止めることは出来ず、容堂の建白を受諾して大政奉還を決断する。大政奉還が成立した後、影で活動していた龍馬の存在を知る。
非常な自信家であり、また眉毛が非常に薄い風貌をしている。
徳川家茂（とくがわ いえもち）
演：中村隼人
第14代将軍。菓子を好む。上洛して孝明天皇に謁見し、攘夷実行の具体的な期日を確約させられた。戦が嫌いだと公言しており、長州征伐に消極的だった。
徳川家定（とくがわ いえさだ）
演：小須田康人
第13代将軍。アヒルを追いかけるなど奇行が目立つ無能な人物。

#### 幕閣
阿部正弘（あべ まさひろ）
演：升毅
老中首座。通称は伊勢守（いせのかみ）。黒船来航に対処するが果たせず、やむなく開国を決断する。
井伊直弼（いい なおすけ）
演：松井範雄
大老。通称は掃部頭（かもんのかみ）。安政の大獄で攘夷派一掃を図るが、桜田門外の変で水戸藩士に暗殺される。
堀田正睦（ほった まさよし）
老中首座。
板倉勝静（いたくら かつきよ）/ 松平忠優（まつだいら ただます）/ 久世広周（くぜ ひろちか）/ 松平乗全（まつだいら のりやす）/ 牧野忠雅（まきの ただまさ）/ 水野忠精（みずの ただきよ）
演：斉木しげる（板倉）/ 山口眞司（松平忠優）/ 川渕良和（久世）/ 潮哲也（松平乗全）/ 田口主将（牧野）/ 若杉宏二（水野）
老中。

#### 幕臣
勝麟太郎（かつ りんたろう）
演：武田鉄矢
軍艦奉行並。通称は安房守（あわのかみ）。江戸っ子であり、非常に強い「べらんめえ口調」で話す。
西洋式の海軍の創設を目指している。龍馬の人物を見込んで弟子にとり、また出自を問わず若者達を集めて海軍操練所を設立する。しかし、操練所の生徒に脱藩浪士がいたこと、慶喜の政策を批判したことから御役御免となり、操練所も閉鎖されてしまう。
大政奉還が成った直後に龍馬らと再会。英断をした慶喜を敗軍の将として粗略に扱わないと薩長を説得するよう、龍馬に依頼する。そして、幕府が無くなった後こそ龍馬の真の働きが試されると一喝し、再会を期して別れる。
朝比奈昌広（あさひな まさひろ）
演：石橋凌
長崎奉行。長崎での貿易の許認可権を握り、また幕府に歯向かう不逞浪士の取り締まりも行う。倒幕に暗躍する龍馬の逮捕を目指すが、イカルス号事件の真相を握り潰すなど、次第に職務を逸脱した私怨に突き動かされていく。
ジョン万次郎（ジョン まんじろう）
演：トータス松本
本名は中濱万次郎（なかはま まんじろう）。元は土佐・中浜村の漁師。
海で遭難したことを切っ掛けにアメリカに渡り、西洋の技術や制度を学び、帰国後は勝の海軍建設に協力。その存在は、龍馬に大きな影響を与えた。
後に土佐に帰国し、土佐商会に通訳として参加する。
永井玄蕃頭（ながい げんばのかみ）
演：石橋蓮司
若年寄格。龍馬の説得を受け、慶喜に大政奉還を進言する。
小栗忠順（おぐり ただまさ）
演：斎藤洋介
勘定奉行。通称は上野介（こうずけのすけ）。フランス語に堪能で、主に外国との交渉を担当する。
岩堀文治郎（いわぼり ぶんじろう）
演：松尾貴史
長崎奉行所の役人。朝比奈の部下として働く。
井戸弘道（いど ひろみち）
演：阪田マサノブ
浦賀奉行。
堀達之助（ほり たつのすけ）
演：ヨシダ朝
オランダ語通訳。
林大学頭（はやし だいがくのかみ）
演：永田耕一
応接掛筆頭。
柴田剛中（しばた たけなか）
演：青山伊津美
外国奉行。
井上清直（いのうえ きよなお）
下田奉行。
香山栄左衛門（かやま えいざえもん）/ 中島三郎助（なかじま さぶろうすけ）
演：内海修宏（香山）/ 佐伯新（中島）
浦賀奉行所与力。

#### 京都見廻組
今井信郎（いまい のぶお）
演：市川亀治郎
見廻組隊士。大政奉還により、徳川家に忠義を尽くしてきた幕臣達は存在を無にされたと思い、龍馬に深い怨恨を持つ。他の見廻組隊士と共に近江屋を襲撃し、龍馬を殺害する。
佐々木只三郎（ささき たださぶろう）
演：中村達也
見廻組々頭。近江屋襲撃の際は中岡に最初の一太刀を浴びせた。
渡辺篤（わたなべ あつし）
演：SION
見廻組隊士。近江屋襲撃の際は中岡に止めを刺した。

### 諸藩

#### 長州藩
木戸貫治（きど かんじ）
（桂小五郎 → 木戸貫治）
演：谷原章介
長州藩士。吉田松陰の弟子。当初の名は桂小五郎（かつら こごろう）。
剣術修行で江戸に出た龍馬と品川の飯屋で出会い、龍馬に日本に異国の脅威が迫っていることを最初に説いた。龍馬と共に浦賀の海岸に潜入し航行する黒船を目の当たりにし、師・松陰の言う異国の脅威が現実のものとなったことに深いショックを受ける。その後は久坂と共に長州攘夷派のリーダーとして活動する。
八月十八日の政変で、長州藩が京都を追われた後も潜伏し、久坂らの暴発を抑えていたが、蛤御門の変で長州藩が敗北。攘夷派凋落を主導した薩摩藩を深く憎むようになる。
龍馬の薩長同盟の提案にも当初は懐疑的だったが、薩摩側の誠意を見たことで交渉を決断。木戸貫治と名を変えて京に潜入し、薩摩藩との交渉に臨んで同盟を締結する。締結後、龍馬に盟約書への裏書を頼んでいる。
幕長戦争に勝利したことにより、武力による倒幕へ傾き、大政奉還を目指す龍馬と対立するようになる。友人として大政奉還を諦めるよう度々警告した。そして、大政奉還が成り龍馬から新政府綱領が届いたときには彼の真意を図りかねるようになっていた。
高杉晋作（たかすぎ しんさく）
演：伊勢谷友介
長州藩士。「この世に生まれたからには面白く生きる」が信条。本人曰く「戯れに出家した」ため散切り頭をしている。
「奇兵隊」を結成し、長州征伐で幕府の圧力に屈した藩上層部を打倒。藩論を転換させて幕府からの独立を目指す。龍馬の事は桂から聞かされており、身分を偽って潜入した長崎（本作では引田屋）で初めて対面する。龍馬との幾度かの対話から考えなどが自身と通ずる事を見出し、彼に全幅の信頼を置くようになる。薩長同盟が成ると英国留学を希望していたが、労咳で余命が少ないことを知って断念、また幕府の長州再征を予測して藩からの留学費用で軍艦を購入し、前線に立つ。
龍馬ら亀山社中の協力を得て、馬関の戦いにて大勝利するが、労咳が悪化して療養を余儀なくされ、龍馬が妻・龍の身柄を三吉に預けるために長州に訪れた際には余命幾許も無い状態となる。大政奉還には肯定的で、何度か木戸を説得しようと試みていた。龍馬に「日本を頼みます」と後事を託したのち、病死した。
三吉慎蔵（みよし しんぞう）
演：筧利夫
槍術の名手。やや無口だが、心を開いた相手には饒舌になる。
薩長同盟の交渉に同席するため京に向かう龍馬に高杉の命令で護衛として付けられる。当初は龍馬という人間自体に懐疑的だったが、共に語り合い、寺田屋事件などの死線を潜り抜ける内に打ち解け、龍馬からは「生涯の友」と呼ばれるまでになる。自身も龍馬を「長州の大恩人」と呼び、後に寺田屋事件の関係者として長崎奉行に狙われた龍の身柄を預かる事となる。
吉田松陰（よしだ しょういん）
演：生瀬勝久
桂や久坂の師。
アメリカへの密航を企て、同行を志願する龍馬を一喝し、「やるべきことがわからない時は己の心を見ろ」と諭した。結局、計画は失敗し、自首した松陰は長州に送還された。後に安政の大獄で処刑される。
久坂玄瑞（くさか げんずい）
演：やべきょうすけ
長州藩士。
松陰の弟子で、長州攘夷派の若きリーダー。長州を訪れた龍馬に日本が異国から経済面で侵略を受けていることを説き、国のために行動するのに藩に拘るべきではないと脱藩を説いた。
武市と共に攘夷活動に奔走し、攘夷決行の際には自ら指揮を執って下関で外国船を砲撃した。八月十八日の政変で攘夷派が失脚した後も京に潜伏して攘夷派復権を目指すが、蛤御門の変で敗れ、自刃。
伊藤俊輔（いとう しゅんすけ）
演：尾上寛之
長州藩士。高杉と行動を共にする。
井上聞多（いのうえ もんた）
演：加藤虎ノ介
長州藩士。高杉と行動を共にする。藩が購入したユニオン号が下関に運ばれた際、船の運航は亀山社中が行う上、薩摩藩にも使用権を与える旨の取り決めを近藤長次郎としていたことが問題となる。
毛利敬親（もうり たかちか）
演：一岡裕人
長州藩主。幕長戦争の勝利後、馬関における龍馬の活躍を称えた。
金子重輔（かねこ しげのすけ）
演：尾関伸嗣
名は重之助とも。松陰と共にアメリカへの密航を企てる。
佐々木男也（ささき おとや）
演：佐藤滋
攘夷派の藩士。武市らと連携を図る。
吉田稔麿（よしだ としまろ）
演：松本実
池田屋で決起を図るが、新選組によって斬死する。
来島又兵衛（きじま またべえ）
演：角田信朗
蛤御門の変では甲冑に身を包み奮戦するが、幕府軍の一斉銃撃の前に斃れた。

#### 薩摩藩
西郷隆盛（さいごう たかもり）
（西郷吉之助→西郷隆盛）
演：高橋克実
軍賦役。物腰は非常に柔和かつ温厚であるが、常に薩摩藩の利益を第一に考え、相手の出方次第で敵にも味方にもなる強かな人物。
長州征伐の幕府軍参謀となるが、薩摩藩に利益の無い戦を嫌い、寛大な処分で済ます。勝から海軍操練所閉鎖後の龍馬らを託される。
龍馬から薩長同盟を持ちかけられ、当初は一笑に付すが、その熱意に折れて独断で交渉を許可する。藩論を同盟推進でまとめ、長州の木戸との直接交渉に臨み、同盟を締結する。寺田屋で襲われた龍馬を匿うなど友好的に接するが、その真意は武力による倒幕であった。
長州が勝利すると行動を開始し、「共に大政奉還を目指す」条件で結んだ薩土盟約にも討幕の軍事同盟の側面を持たせるなど大政奉還を目指す龍馬と対立するようになる。大政奉還が成った時、中岡慎太郎に「龍馬を生かしておいたのは間違いだった」と呟いた。
大久保利通（おおくぼ としみち）
演：及川光博
西郷の右腕とも言える人物。冷静で客観的に物事を見通す秀才だが、龍馬に対しては懐疑的かつ敵対的な態度を崩さず、西郷や木戸に「龍馬は危険人物である」事を度々進言していた。
小松帯刀（こまつ たてわき）
演：滝藤賢一
薩摩藩家老。非常に教養高い人物であり、西郷や大久保に協調し、彼らを支える立場。薩長同盟の締結にも尽力している。
島津久光（しまづ ひさみつ）
演：有福正志
薩摩藩「国父｣。四候会議にて長州藩の名誉回復を主張。
樺山三円（かばやま さんえん）
演：山崎画大
薩摩藩の攘夷志士。江戸で桂小五郎・武市半平太らとの会見に出席。
高崎正風（たかさき まさかぜ）
演：脇知弘
青蓮院宮に運動して八月十八日の政変を主導。御所前で長州軍と対峙し、久坂や桂たちを挑発した。
吉井幸輔（よしい こうすけ）
演：及川いぞう
龍馬を寺田屋から薩長同盟の交渉が行われている小松帯刀邸まで案内した。龍馬・お龍の薩摩旅行の護衛も務めた。
吉井幸蔵（よしい こうぞう）
演：喜内琉斗
吉井幸輔の子。龍馬・お龍の霧島登山の道案内をした。
木原泰雲（きはら たいうん）
演：花王おさむ
藩医。寺田屋で襲われた龍馬を治療した。
大山彦八（おおやま　ひこはち）
演：西田聖志郎
京都詰めの藩士。大山巌の兄。西郷の指示で龍馬を護衛する。

#### 越前藩
松平春嶽（まつだいら しゅんがく）
演：夏八木勲
元越前藩主。政事総裁職。
開明的な考えの持ち主。千葉定吉から紹介された龍馬を気に入り、勝への仲介の労をとった。勝塾の運転資金を借りに福井を訪れた龍馬と再会し「必ず生き金にして見せる」という言葉に感心し、千両を貸し与えた。
横井小楠（よこい しょうなん）
演：山崎一
熊本藩士だが春嶽に招かれ側近を務めている。
勝塾の運営資金を借りに福井に来た龍馬と出会い、龍馬に議会制民主主義の概念を教えた。開明思想の持ち主だが、土佐で弾圧される勤王党を「時勢が変わったことで価値を失った」と断じ、「歴史の流れの中では人一人の命など芥子粒のようなもの」と切り捨てる冷徹な一面も持つ。
三岡八郎（みつおか はちろう）
演：中川家礼二
越前藩士。経済の才を買われ、龍馬に新政府の一員として推薦される。
北村兵衛（きたむら ひょうえ）
演：祖父江進
江戸藩邸詰め家老。

#### 会津藩・新選組
近藤勇（こんどう いさみ）
演：原田泰造
新選組局長。
岡田以蔵を追跡中に龍馬に邪魔をされ、以後も龍馬とは何度も相見えることになる。お龍を気に入って、彼女目当てに寺田屋に通い詰めていた。龍馬の底知れぬ図太さは認めていた。大政奉還後に中岡と刀を交え、中岡に対し「これから先のことは何も分からない」と吐き捨てた。
土方歳三（ひじかた としぞう）
演：松田悟志
新選組副長。近藤と共に、龍馬や岡田以蔵と激しい斬り合いを演じる。
沖田総司（おきた そうじ）
演：栩原楽人
新選組一番組組長。
松平容保（まつだいら かたもり）
演：長谷川朝晴
会津藩主、京都守護職。龍馬が薩長同盟を締結させた事に激怒し、伏見奉行所を介して捕り手を差し向ける。

#### 紀州藩
茂田一次郎（しげた いちじろう）
演：中尾彬
勘定奉行。いろは丸沈没事故の賠償交渉の紀州藩代表。
初回の交渉は部下達に任せて出席しなかったが、海援隊の挑発を受けて第2回の交渉より同席。御三家の威光を笠に幕府の裁定による決着を主張するが、「万国公法」を使った龍馬の主張の前に敗れ、一介の脱藩浪士でありながら国際法に通じ、外国との人脈も持つ龍馬に戦慄する。
岡本覚十郎（おかもと かくじゅうろう）
演：斎藤歩
汽船・明光丸の仕入手代。いろは丸沈没事故の賠償交渉の紀州藩代表。
当初、海援隊を「脱藩浪士の集まり」と侮り千両の見舞金で問題を片付けようとする。賠償交渉でも御三家の威光を笠に着て幕府の裁定による決着を主張する。紀州藩が交渉で敗れた後、その報復として部下と共に龍馬を襲撃するも、軽くあしらわれた。
高柳楠之助（たかやなぎ くすのすけ）
演：福井晋
汽船・明光丸の船長。いろは丸沈没事故の賠償交渉の紀州藩代表。
福田熊輔（ふくだ くますけ）/ 中谷秀助（なかたに しゅうすけ）/ 長尾元右衛門（ながお もとえもん）
演：土平ドンペイ（福田）/ 寺井文孝（中谷）/ 中山峻（長尾）
明光丸の乗組員。交渉が失敗すると岡本らとともに報復を仕掛けた。

#### その他の諸侯
伊達宗城（だて むねなり）
演：陰山泰
宇和島藩主。四侯会議に参列する。
三宅康保（みやけ やすよし）
演：田中智也
三河国田原藩主。
勝から海軍操練所に学生を出してくれるよう頼まれる。

#### その他の武士
井上将作（いのうえ しょうさく）
演：岡本信人
伊予国大洲藩士。
遠山清三郎（とおやま せいさぶろう）
演：坂西良太
讃岐多度津番所の吟味役。
住谷寅之助（すみや とらのすけ）
演：松原正隆
水戸藩士。江戸での攘夷志士たちの会合に参加していた。
真木和泉（まき いずみ）
演：利重剛
筑後国久留米藩士。蛤御門の変に参加した。
宮部鼎蔵（みやべ ていぞう）
演：小西博之
熊本藩士。池田屋事件で、新選組に殺害される。
本間精一郎（ほんま せいいちろう）
越後浪人。京の花街で「土佐藩の上洛は自分の手柄」と吹聴していたため勤王党に目をつけられ、武市の命を受けた以蔵に暗殺される。

### 朝廷

#### 皇室
孝明天皇（こうめいてんのう）
演：阿部翔平
第121代天皇。異国人を嫌っている。
中川宮尊融親王（なかがわのみや そんゆうしんのう）
皇族。以前は青蓮院宮（しょうれんいんのみや）と称した。

#### 公家
三条実美（さんじょう さねとみ）
演：池内万作
尊皇攘夷派の公卿。計算高く腹黒い本性を持つ策略家。八月十八日の政変で失脚し、京都から追放された。
その後は長州藩に保護されて大宰府にいた。大宰府を訪れた龍馬と会った当初は薩長同盟には否定的だったが、陸奥の話術に乗せられて、桂への紹介状を書く。
九条尚忠（くじょう ひさただ）/ 二条斉敬（にじょう なりゆき）/ 鷹司輔熙（たかつかさ すけひろ）
演：大森啓祠朗（九条）/ 河本タダオ（二条）
関白。
三条西季知（さんじょうにし すえとも）/ 四条隆謌（しじょう たかうた）/ 東久世通禧（ひがしくぜ みちとみ）/ 壬生基修（みぶ もとなが）/ 錦小路頼徳（にしきこうじ よりのり）/ 澤宣嘉（さわ のぶよし）
尊皇攘夷派の公家。三条と共に京都を追放され、太宰府で龍馬と対面する。

### その他

#### 江戸の人々
千葉佐那（ちば さな）
演：貫地谷しほり
千葉定吉の娘。
幼少時から剣一筋に生きており、可愛らしい外見とは裏腹に腕が立つことから「千葉の鬼小町」の異名を持つ。兄の重太郎曰く「定吉の作品」。
最初の立ち合いでは龍馬を圧倒する。龍馬と接するうち、その飾らない人柄に次第に想いを寄せるようになる。江戸での修行を終え、帰国する龍馬に想いを打ち明けるが、「土佐に大切なものがある｣と言われ、別れを告げられる。
脱藩した龍馬と江戸で再会するが、龍馬はすぐに海軍操練所設立の為に大坂に旅立ってしまう。別れの日、龍馬と立ち会って彼の成長を感じた佐那は龍馬への想いを断ち、剣の道一筋に生きることを誓う。
明治に入り、弥太郎と共に坂崎から取材を受けた際には、既に道場を畳んで鍼灸師をしていた。
千葉定吉（ちば さだきち）
演：里見浩太朗
桶町千葉道場の経営者。北辰一刀流創始者・千葉周作の弟。龍馬を厳しく鍛えつつも、温かく見守る。
黒船を見たショックから剣を学ぶ意味を見失った龍馬をあえて突き放し、龍馬が「剣はただ戦うための道具ではない」と気づくのを待った。また龍馬に北辰一刀流の免許を与え、「己の力で道を切り開いてゆけば、そこに誰の物でもない自分の道が見えてくる｣と諭した。
脱藩した龍馬が勝に会うため江戸を訪れると、松平春嶽との面会を仲介した。本心では龍馬と佐那が結ばれることを願っていたが、志に生きる龍馬の人生を尊重して送り出す。
千葉重太郎（ちば じゅうたろう）
演：渡辺いっけい
定吉の長男。佐那の兄。
龍馬に何くれとなく世話を焼く一方、佐那の龍馬への想いに気づいており、両者を夫婦にして一緒に道場を盛り立てていこうと策を巡らせる。
龍馬が江戸を去ってからも諦め切れず、寺田屋で再会した龍馬に江戸に戻ってくれるように迫るが、命を狙われる龍馬を見て彼の行く道の厳しさを知り、またお龍の想いを察して彼女に「坂本君を頼む」と言い置いて江戸に帰った。
明治に入って、京都で役人をしている事が、坂崎の取材を受けた佐那の証言で明かされている。
田那村作八（たなむら さくはち）
演：吉増祐士
桃井道場の門弟。酒癖が悪く周囲の評判は悪い。山本琢磨と町中を歩いている際、佐州屋金蔵に因縁をつける。逃げていく佐州屋が落とした時計を拾い、売ってしまえと山本を唆した。
佐州屋金蔵（さしゅうや きんぞう）
演：剣持直明
浅草の古道具屋店主。田那村作八と山本琢磨に落とした時計を盗まれ質入れされてしまう。
志乃（しの）
演：及川奈央
品川宿の飯盛女。

#### 京都の人々
登勢（とせ）
演：草刈民代
伏見の船宿・寺田屋の女将。
龍馬の亡き母・幸に瓜二つで「龍馬の母親代わり」を自任している。お龍の龍馬への想いに気づいており、何かと世話を焼く。
なつ
演：臼田あさ美
飯屋の奉公娘。以蔵とは恋仲となる。以蔵が追われる身となると、幕府の追及に巻き込まれることを恐れて彼に別れを告げる。
貞（さだ）
演：大西多摩恵
龍の母。
楢崎光枝（ならさき みつえ）
演：前田希美
龍の上の妹。
竹蔵（たけぞう）
演：諏訪太朗
京の宿屋・扇岩の主人。
せい
演：宮地雅子
竹蔵の妻。
藤吉（とうきち）
演：久保孝真
元力士。龍馬を慕い、護衛と世話係を務める。
大津屋（おおつや）
演：並樹史朗
万屋。
スエ
演：関えつ子
三条家に仕入れをしている女性。
志乃（しの）
演：森口彩乃
三条家の女中。
近江屋新助（おうみや しんすけ）
演：東根作寿英
醤油問屋近江屋の主人。
スミ
演：星野真里
近江屋の家内。

#### 大坂の人々
徳（とく）
演：酒井若菜
大坂の石灰問屋・大和屋の娘。
勝塾に入った龍馬らが大和屋に下宿したことがきっかけで、近藤長次郎と知り合う。元々が武士ではない長次郎に親近感を持ち、やがて彼の妻となる。
近藤百太郎（こんどう ひゃくたろう）
演：岩部碧月
長次郎と徳の息子。
堀文治郎（ほり ぶんじろう）
演：須加尾由二
浪人。

#### 長崎の人々
元（もと）
演：蒼井優
丸山の料亭・引田屋の売れっ子芸妓。
隠れキリシタンで、キリスト教を堂々と信仰できる異国に行く資金を貯める為に長崎奉行所の密偵として不逞浪士や諸藩の情報を通報していた。しかし龍馬に秘密を知られてしまい、「亀山社中の活動を通報しない代わりに、キリシタンであることを黙っておく」という取引をする。当初は「皆が笑って暮らせる国を作る」という龍馬を馬鹿にしていたが、次第に惹かれていく。
いろは丸事件では龍馬に頼まれて紀州藩を揶揄する歌を流行らせるなど、彼の行動に協力し、イカルス号事件でも海援隊に不利な証言を拒んだ。後にキリシタンである事を奉行所に知られたために追われる身となるが、龍馬によって救われ、彼に見送られながらイギリスに向かった。
小曽根乾堂（こぞね けんどう）
演：本田博太郎
豪商。薩摩藩と取引があり、西郷に頼まれて龍馬らに宿を提供する。龍馬たちの長崎での拠点を世話し、これがあった地名から「亀山社中」の名が生まれた。当初は弟の英四郎と違い国事に奔走する龍馬と一定の距離を置いて接していたが、馬関での幕府の敗報を聞いて腹を括り、長崎奉行所に目を付けられた亀山社中に屋敷の離れを提供し、「海援隊」創設の手助けもした。また、弥太郎の商売にも協力し、彼が藩に無断に購入した武器を預かっている。
大浦慶（おおうら けい）
演：余貴美子
豪商。「世の中の仕組みを変える」という龍馬に「先行投資」と称して5両貸した。お元を贔屓にしており、彼女がキリシタンと判っても見放さず、龍馬と共にイギリスへの旅立ちを見送った。また、弥太郎の商売にも協力し、彼が藩に無断に購入した武器を預かっている。
上野彦馬（うえの ひこま）
演：テリー伊藤
写真家。写真館を経営しており、龍馬や亀山社中の仲間の記念写真を撮影した。
タネ
演：福永マリカ
引田屋の芸妓。
岩瀬幸右衛門（いわせ こうえもん）/ 枡屋虎吉（ますや とらきち）
演：福田信昭（岩瀬）/ 酒向芳（枡屋）
商人。
稲吉（いねきち）
演：藤木勇人
町人。イカルス号事件で重要な証言をする。

#### 長州・備後の人々
うの
演 : 中村ゆり
高杉の愛妾。
伊藤助太夫（いとう すけだゆう）
演 : 矢嶋俊作
下関の商人。三吉慎蔵に預けられたお龍を自宅に住まわせた。

### 諸外国

#### アメリカ合衆国
マシュー.C.ペリー
演：ティモシー・ハリス
東インド艦隊司令長官。黒船で日本を訪れ、幕府と交渉して日米和親条約を結んだ。
J.コンティ
演：ジンボ
東インド艦隊副官。
アントン・ポートマン
演：デニス・ゾーメルハウス
東インド艦隊オランダ語通訳。
タウンゼント・ハリス
演：ランディ・ゴインズ
在日総領事。
ヘンリー・ヒュースケン
演：ダニエル・ヴァンワースム
ロバート・ブリュイン
演：イアン・ムーア
在日公使。

#### イギリス
トーマス・グラバー
演：ティム・ウェラード
長崎の貿易商。
英国の日本侵攻計画を察知しており、また日本人の危機意識の低さに呆れ、儲けるだけ儲けたら日本を離れようと考えていた。龍馬に対しても、当初は見下した態度をとっていたが、私心無く日本のために働く姿勢に共感し、協力的になってゆく。
弥太郎に請われて彼にイギリス式のビジネスと会社組織（カンパニー）の仕組みを教えた。明治時代に入ってからは弥太郎の部下として働いていた。
アーネスト・サトウ
演：パトリック・ハーラン
英国公使館の通訳。イカルス号水夫殺害事件を海援隊士の仕業と決めつけ長崎奉行に捜査を依頼する。龍馬から事件の真相を知らされ、また龍馬の行動はイギリスの国益に適うと判断し、公使パークスに「彼は使える」と進言して奉行所への訴えを取り下げさせた。
オールト
演：ジェフリー・ロウ
長崎の貿易商。日本人を金儲けの道具とみなしていた。
ジョン・ニール
在日代理公使。
ラザフォード・オールコック
演：ダニエル・フォーリー
駐日公使。
ハリー・パークス
演：ジェフ・ワスティラー
駐日公使。
ヘンリー・ケッペル
演：マーク・マードック
海軍提督。いろは丸沈没事件をめぐる海援隊と紀州藩の交渉に同席。海上事故は航海法（万国公法）に則って裁かれるべきと主張した。

#### その他
レオン・ロッシュ
演：ピーター・フランクル
フランス在日公使。幕府に協力するが、形勢が不利になると資金の貸し渋りを行う。
ディルク・デ・グラーフ・ファン・ポルスブルック
演：リチャード・ヴァン・ローイ
オランダ在日公使。

### 明治の人々
坂崎紫瀾（さかざき しらん）
演：浜田学
土陽新聞の記者。弥太郎に、当時無名だった龍馬について取材する。
近藤廉平（こんどう れんぺい）
演：児嶋一哉
弥太郎の部下。
岡本健三郎（おかもと けんざぶろう）
演：岡田正
後藤象二郎の秘書。宴席で金の工面を弥太郎に依頼するが、軽く拒否され憤然と席を立った。

## スタッフ
- 作：福田靖
- 音楽：佐藤直紀
- 語り：香川照之
- 副音声解説：宗方脩
- テーマ音楽演奏：NHK交響楽団
- テーマ音楽指揮：広上淳一
- 歌：リサ・ジェラルド
- 演奏：フェイスミュージック
- 題字：紫舟
- 時代考証：大石学、山村竜也
- 建築考証：平井聖
- 衣裳考証：小泉清子
- 資料提供：高知県立坂本龍馬記念館、太田記念美術館、香南市赤岡町絵金蔵、神戸市立博物館、港区立郷土資料館、日本カメラ博物館、東京海洋大学、横浜開港資料館、粟生光明寺、長崎歴史文化博物館、長崎大学付属図書館、シールロード研究所、工藤航平、佐藤宏之、白倉敬彦、高田祐治、野村玄、木村喜昭、土屋善敬
- 殺陣武術指導：林邦史朗
- 所作・舞踊指導：西川箕乃助
- 人物デザイン監修：柘植伊佐夫
- 海事・海軍・砲術指導：堤明夫
- 軍事指導：淺川道夫
- 操船技術指導：橋本進
- タイトル飛行撮影：矢野健夫
- 土佐ことば指導：岡林桂子[注釈 12]、馬場雅夫
- 長崎ことば指導：蒼井のぞみ、福田信昭[注釈 13]
- 紀州ことば指導：小林由利
- 会津ことば指導：河原田ヤスケ、鈴木寛志
- 御所ことば指導：堀井令以知
- 京・大坂ことば指導：井上裕季子
- 長州ことば指導：一岡裕人[注釈 14]
- 薩摩ことば指導：西田聖志郎[注釈 15]
- 江戸ことば指導：春風亭一朝
- 庄内ことば指導：白幡大介
- 熊本ことば指導：赤崎ひかる
- 越中ことば指導：椎名泰三
- 博多ことば指導：神崎智孝[注釈 16]
- 近江ことば指導：野々目良子
- 書道指導：望月暁云
- 北辰一刀流指導：小西真円一之
- カステラ作り指導：井戸安二郎
- 船舶考証：元綱数道
- 邦楽・月琴指導：本條秀太郎
- 篆刻指導：小宮英誉
- マナー指導：西出博子
- お灸指導：日本鍼灸師会
- 華道指導：海野美水
- 麻雀指導：名木宏之
- 珠算指導：太田敏幸
- 英語・フランス語監修：バーミンガム・ブレーンズ・トラスト
- 賭技指導：江橋崇
- 麻縄作り指導：大森由久
- 絵画指導：劉瑛果
- 相撲指導：室伏渉、大至
- 芸妓指導：青木かずこ
- 和算指導：佐藤健一
- 香道指導：三條西堯水
- 料理指導：柳原尚之
- タロットカード指導：はるひなた
- 三味線指導：本條秀五郎
- 日本画指導：福川拓也
- 一弦琴指導：田中美智子
- 太鼓指導：糸原昌史
- 東八拳指導：荒井良夫
- 茶道指導：小澤宗誠
- 撮影協力：高知県高知市、広島県福山市、静岡県下田市、河津町、岩手県奥州市、遠野市、大船渡市、茨城県高萩市、つくばみらい市、石岡市、つくば市、常総市、鹿児島県、霧島市、鹿児島市、姶良市、神奈川県三浦市、長崎県、長崎市、大村市、佐世保市、埼玉県坂戸市、身延山久遠寺、航海訓練所、大浦天主堂、長崎青年協会、ハウステンボス、崇福寺、グラバー園、長崎検番
- 制作統括：鈴木圭、岩谷可奈子
- プロデューサー：土屋勝裕
- 演出：大友啓史、真鍋斎、渡辺一貴、梶原登城、福岡利武、松園武大、西村武五郎

龍馬伝紀行
- ナレーション：守本奈実
- ギター演奏：いちむじん  （SEASON1、最終回後半）
- ピアノ演奏：清塚信也 （SEASON2）
- チェロ演奏：遠藤真理 （SEASON3）
- ボーカル：Yucca （FINAL SEASON、最終回前半）

## 放送
- 地上デジタルテレビ放送移行に伴う処置として2010年7月5日以後のアナログ放送はレターボックス16:9となったが、この番組はレターボックス14:9サイズ（上下の黒帯がやや小さめ）での放送が行なわれた。
- スペシャルドラマ『坂の上の雲』第2部を大河ドラマの枠を拡大して放送するため、通年で放送される大河ドラマとしては例年よりも少ない放送回数（11月28日最終回・全48回放送）となった[5]。

### 通常放送時間
総合テレビ
- 本放送 日曜20:00 - 20:43
- 再放送 土曜13:05 - 13:48

衛星第2テレビ（BS 2）
日曜22:00 - 22:45（難視聴対策放送・SD放送）
デジタル衛星ハイビジョン（BS hi）
日曜18:00 - 18:45
なお、最終回は『坂の上の雲』第6回の先行放送のため開始時刻を16:15に前倒し。
- 『NHKオンデマンド』では、初回放送当日（総合の本放送終了後）から有料配信を行っている。
- 『NHKワンセグ2』では、月曜に5分間のダイジェスト番組が編成されている。11月14日から23日にかけて、総合テレビの深夜帯でダイジェストの集中放送が行われる。（以下は関西地区以外の日程）
  - 第1回 - 第13回　2010年11月14日 午前3:00 - 4:05
  - 第14回 - 第23回　2010年11月15日 午前3:00 - 3:50
  - 第24回 - 第28回　2010年11月16日 午前3:30 - 3:55
  - 第29回 - 第33回　2010年11月21日 午前3:30 - 3:55
  - 第34回 - 第38回　2010年11月22日 午前3:10 - 3:35
  - 第39回 - 第47回　2010年11月23日 午前3:20 - 4:05

### 放送日程
- 第1回と最終回は拡大版（75分間）。
- 第28回の総合テレビでの本放送は第22回参議院議員通常選挙の開票速報特番のため19:10 - 19:55に放送時間を繰り上げ。
- 第6回と第7回の再放送（2月13日・2月20日）はバンクーバーオリンピック中継のため、前者は14:40 - 15:25、後者は15:05 - 15:50に放送時間を繰り下げ。

| SEASON1 RYOMA THE DREAMER                                  | SEASON1 RYOMA THE DREAMER | SEASON1 RYOMA THE DREAMER | SEASON1 RYOMA THE DREAMER | SEASON1 RYOMA THE DREAMER                    | SEASON1 RYOMA THE DREAMER |
| 放送回                                                     | 放送日                    | サブタイトル              | 演出                      | 紀行                                         |                           |
| ---------------------------------------------------------- | ------------------------- | ------------------------- | ------------------------- | -------------------------------------------- | ------------------------- |
| 第01回                                                     | 01月03日                  | 上士と下士                | 大友啓史                  | 坂本龍馬ゆかりの地（高知県高知市）           |                           |
| 第02回                                                     | 01月10日                  | 大器晩成?                 | 大友啓史                  | 坂本龍馬ゆかりの地（高知県高知市）           |                           |
| 第03回                                                     | 01月17日                  | 偽手形の旅                | 真鍋斎                    | 岩崎弥太郎ゆかりの地（高知県安芸市）         |                           |
| 第04回                                                     | 01月24日                  | 江戸の鬼小町              | 大友啓史                  | 坂本龍馬ゆかりの地（東京都千代田区）         |                           |
| 第05回                                                     | 01月31日                  | 黒船と剣                  | 真鍋斎                    | 坂本龍馬ゆかりの地（東京都品川区）           |                           |
| 第06回                                                     | 02月07日                  | 松陰はどこだ?             | 真鍋斎                    | 吉田松陰ゆかりの地（静岡県下田市）           |                           |
| 第07回                                                     | 02月14日                  | 遥かなるヌーヨーカ        | 渡辺一貴                  | 河田小龍ゆかりの地（高知県高知市）           |                           |
| 第08回                                                     | 02月21日                  | 弥太郎の涙                | 渡辺一貴                  | 岩崎弥太郎ゆかりの地（高知県安芸市）         |                           |
| 第09回                                                     | 02月28日                  | 命の値段                  | 大友啓史                  | 山本琢磨ゆかりの地（東京都千代田区）         |                           |
| 第10回                                                     | 03月07日                  | 引きさかれた愛            | 真鍋斎                    | 平井加尾ゆかりの地（高知県高知市）           |                           |
| 第11回                                                     | 03月14日                  | 土佐沸騰                  | 渡辺一貴                  | 吉田東洋ゆかりの地（高知県高知市）           |                           |
| 第12回                                                     | 03月21日                  | 暗殺指令                  | 渡辺一貴                  | 久坂玄瑞ゆかりの地（山口県萩市）             |                           |
| 第13回                                                     | 03月28日                  | さらば土佐よ              | 大友啓史                  | 坂本龍馬ゆかりの地（高知県高知市）           |                           |
| SEASON2 RYOMA THE ADVENTURER                               |                           |                           |                           |                                              |                           |
| 放送回                                                     | 放送日                    | サブタイトル              | 演出                      | 紀行                                         |                           |
| 第14回                                                     | 04月04日                  | お尋ね者龍馬              | 渡辺一貴                  | 武市半平太ゆかりの地（高知県高知市）         |                           |
| 第15回                                                     | 04月11日                  | ふたりの京                | 大友啓史                  | 武市半平太ゆかりの地（京都府京都市）         |                           |
| 第16回                                                     | 04月18日                  | 勝麟太郎                  | 大友啓史                  | 勝麟太郎ゆかりの地（東京都墨田区）           |                           |
| 第17回                                                     | 04月25日                  | 怪物、容堂                | 梶原登城                  | ジョン万次郎ゆかりの地（高知県土佐清水市）   |                           |
| 第18回                                                     | 05月02日                  | 海軍を作ろう!             | 渡辺一貴                  | 坂本龍馬ゆかりの地（大阪府大阪市）           |                           |
| 第19回                                                     | 05月09日                  | 攘夷決行                  | 梶原登城                  | 下関戦争ゆかりの地（山口県下関市）           |                           |
| 第20回                                                     | 05月16日                  | 収二郎、無念              | 大友啓史                  | 松平春嶽ゆかりの地（福井県福井市）           |                           |
| 第21回                                                     | 05月23日                  | 故郷の友よ                | 渡辺一貴                  | 山内容堂ゆかりの地（高知県高知市）           |                           |
| 第22回                                                     | 05月30日                  | 龍という女                | 大友啓史                  | 楢崎龍ゆかりの地（京都府京都市）             |                           |
| 第23回                                                     | 06月06日                  | 池田屋に走れ              | 真鍋斎                    | 勝海舟ゆかりの地（兵庫県神戸市）             |                           |
| 第24回                                                     | 06月13日                  | 愛の蛍                    | 梶原登城                  | 新選組ゆかりの地（京都府京都市）             |                           |
| 第25回                                                     | 06月20日                  | 寺田屋の母                | 渡辺一貴                  | 蛤御門の変ゆかりの地（京都府京都市）         |                           |
| 第26回                                                     | 06月27日                  | 西郷吉之助                | 渡辺一貴                  | 岡田以蔵ゆかりの地（高知県高知市）           |                           |
| 第27回                                                     | 07月04日                  | 龍馬の大芝居              | 大友啓史                  | 田中光顕ゆかりの地（東京都多摩市）           |                           |
| 第28回                                                     | 07月11日                  | 武市の夢                  | 大友啓史                  | 武市半平太ゆかりの地（高知県高知市）         |                           |
| SEASON3 RYOMA THE NAVIGATOR                                |                           |                           |                           |                                              |                           |
| 放送回                                                     | 放送日                    | サブタイトル              | 演出                      | 紀行                                         |                           |
| 第29回                                                     | 07月18日                  | 新天地、長崎              | 大友啓史                  | お元ゆかりの地（長崎県長崎市）               |                           |
| 第30回                                                     | 07月25日                  | 龍馬の秘策                | 渡辺一貴                  | グラバーゆかりの地（長崎県長崎市）           |                           |
| 第31回                                                     | 08月01日                  | 西郷はまだか              | 福岡利武                  | 亀山社中ゆかりの地（長崎県長崎市）           |                           |
| 第32回                                                     | 08月08日                  | 狙われた龍馬              | 梶原登城                  | 中岡慎太郎ゆかりの地（高知県室戸市）         |                           |
| 第33回                                                     | 08月15日                  | 亀山社中の大仕事          | 大友啓史                  | 大浦慶ゆかりの地（佐賀県嬉野市）             |                           |
| 第34回                                                     | 08月22日                  | 侍、長次郎                | 真鍋斎                    | 近藤長次郎ゆかりの地（長崎県長崎市）         |                           |
| 第35回                                                     | 08月29日                  | 薩長同盟ぜよ              | 渡辺一貴                  | 薩長同盟ゆかりの地（京都府京都市）           |                           |
| 第36回                                                     | 09月05日                  | 寺田屋騒動                | 大友啓史                  | 寺田屋事件ゆかりの地（京都府京都市）         |                           |
| 第37回                                                     | 09月12日                  | 龍馬の妻                  | 梶原登城                  | 高杉晋作ゆかりの地（山口県萩市）             |                           |
| 第38回                                                     | 09月19日                  | 霧島の誓い                | 渡辺一貴                  | 坂本龍馬とお龍ゆかりの地（鹿児島県鹿児島市） |                           |
| FINAL SEASON RYOMA THE HOPE                                |                           |                           |                           |                                              |                           |
| 放送回                                                     | 放送日                    | サブタイトル              | 演出                      | 紀行                                         |                           |
| 第39回                                                     | 09月26日                  | 馬関の奇跡                | 大友啓史                  | 奇兵隊ゆかりの地（福岡県北九州市）           |                           |
| 第40回                                                     | 10月03日                  | 清風亭の対決              | 松園武大 渡辺一貴         | 坂本龍馬ゆかりの地（長崎県長崎市）           |                           |
| 第41回                                                     | 10月10日                  | さらば高杉晋作            | 大友啓史                  | 高杉晋作ゆかりの地（山口県下関市）           |                           |
| 第42回                                                     | 10月17日                  | いろは丸事件              | 梶原登城                  | 海援隊ゆかりの地（広島県福山市）             |                           |
| 第43回                                                     | 10月24日                  | 船中八策                  | 渡辺一貴                  | 坂本龍馬ゆかりの地（京都府京都市）           |                           |
| 第44回                                                     | 10月31日                  | 雨の逃亡者                | 福岡利武                  | 隠れキリシタンゆかりの地（長崎県長崎市）     |                           |
| 第45回                                                     | 11月07日                  | 龍馬の休日                | 西村武五郎                | お龍ゆかりの地（神奈川県横須賀市）           |                           |
| 第46回                                                     | 11月14日                  | 土佐の大勝負              | 梶原登城                  | 坂本龍馬ゆかりの地（高知県高知市）           |                           |
| 第47回                                                     | 11月21日                  | 大政奉還                  | 渡辺一貴                  | 大政奉還ゆかりの地（京都府京都市）           |                           |
| 最終回                                                     | 11月28日                  | 龍の魂                    | 大友啓史                  | 坂本龍馬ゆかりの地（京都府京都市)            |                           |
| 平均視聴率 18.7%（視聴率は関東地区・ビデオリサーチ社調べ） |                           |                           |                           |                                              |                           |

### 総集編
すべて総合テレビでの放送。
| 放送回 | 放送日   | 放送時間      |
| ------ | -------- | ------------- |
| 第1部  | 12月29日 | 21:00 - 21:59 |
| 第2部  | 12月29日 | 22:00 - 22:59 |
| 第3部  | 12月30日 | 21:00 - 21:59 |
| 第4部  | 12月30日 | 22:00 - 22:59 |

- ナビゲーター:青木崇高（第1部・第2部）、香川照之（第3部・第4部）

青木が高知、香川が長崎のドラマゆかりの地を訪ねる新撮映像と舞台裏やクランクアップの模様などが合わせて放送され、事前に番組ホームページで募集した名シーンベスト10の紹介も行われた。

### アンコール放送
2013年4月6日よりBSプレミアムにて毎週土曜日18:00 - 18:45

### 海外での放送
アメリカ合衆国、 カナダ、 プエルトリコ
- テレビジャパン（TV Japan） 現地時間毎週日曜20:05-（東海岸） 17:05-（西海岸）（日本時間放送翌日）番組中はCMなし（前後あり）

 台湾
- 緯来日本台（Videoland Japan Channel） 2010年11月15日- 現地時間月〜金曜22:00 - 23:00 番組中CMあり

 韓国
- チャンネルJ（Channel J） 2011年1月17日- 現地時間月〜木曜 9:00 -、17:00 -、23：00 - 土曜 11:00 -番組前に高知県提供のCMあり。チャンネルJのCMで福山からのコメントあり。

 タイ
- TPBS 2011年3月17日- 現地時間毎週木、金曜 20:20 -

 香港
- 有線電視娯楽台、 hd212（i-CABLE Entertainment Channel & hd212） 2011年5月9日-2011年7月8日 現地時間月〜金曜 23:00 - 24:00 番組中CMあり

ミャンマー MNTV 2015年 毎週火曜日　21:30 -

### 関連番組
- 爆笑問題のもうひとつの龍馬伝（2009年12月30日）MC：爆笑問題、ゲスト：野村克也、眞鍋かをり、美甘子、福山雅治
- 正月特集 龍馬伝 × プロフェッショナル（2010年1月2日）
- スタジオパーク“龍馬伝”スペシャル（2010年11月23日）

## 関連商品

### 書籍
- NHK大河ドラマ・ストーリー 龍馬伝 前編 ISBN 978-4-14-923353-6（2009年12月19日発売）
- NHK大河ドラマ・ストーリー 龍馬伝 後編 ISBN 978-4-14-923354-3（2010年6月30日発売）
- NHK大河ドラマ・ストーリー 龍馬伝 完結編 ISBN 978-4-14-923355-0（2010年10月22日発売）
- NHK大河ドラマ 歴史ハンドブック 龍馬伝 ISBN 978-4-14-910730-1（2009年12月19日発売）
- ピアノミニアルバム NHK大河ドラマ 龍馬伝 ISBN 978-4-636-85364-3（2010年3月25日発売）
- 福山雅治 坂本龍馬写真集 ISBN 978-4-06-216230-2（2010年7月1日発売）
- お龍　真木よう子写真集 ISBN 978-4-14-081435-2（2010年9月22日発売）
- 龍馬デザイン。 ISBN 978-4-344-01906-5（2010年11月発売）
- 二〇一〇年 福山雅治と坂本龍馬の旅 ISBN 978-4-06-216734-5（2010年12月9日発売）
- ノベライズ
青木邦子による公式ノベライズ。全4巻。本作の台本を元に執筆されている。
  1. 龍馬伝 I SEASON1 RYOMA THE DREAMER ISBN 978-4-14-005572-4（2009年11月28日発売）
  2. 龍馬伝 II SEASON2 RYOMA THE ADVENTURER ISBN 978-4-14-005573-1（2010年3月25日発売）
  3. 龍馬伝 III SEASON3 RYOMA THE NAVIGATOR ISBN 978-4-14-005574-8（2010年7月17日発売）
  4. 龍馬伝 IV FINAL SEASON RYOMA THE HOPE ISBN 978-4-14-005575-5（2010年10月9日発売）
- 大活字文庫
上記ノベライズの大活字版。全4巻をさらにそれぞれ3分冊されている。
  1. 龍馬伝 I SEASON1 RYOMA THE DREAMER 1 ISBN 978-4-86055-588-7（2010年7月発売）
  2. 龍馬伝 I SEASON1 RYOMA THE DREAMER 2 ISBN 978-4-86055-589-4（2010年7月発売）
  3. 龍馬伝 I SEASON1 RYOMA THE DREAMER 3 ISBN 978-4-86055-590-0（2010年7月発売）
  4. 龍馬伝 II SEASON2 RYOMA THE ADVENTURER 1 ISBN 978-4-86055-594-8（2010年8月発売）
  5. 龍馬伝 II SEASON2 RYOMA THE ADVENTURER 2 ISBN 978-4-86055-595-5（2010年8月発売）
  6. 龍馬伝 II SEASON2 RYOMA THE ADVENTURER 3 ISBN 978-4-86055-596-2（2010年8月発売）
- 小説版
蒔田陽平による児童小説。角川書店（角川つばさ文庫）より刊行。全4巻。原作表記は脚本･福田靖。挿絵は志村貴子。
  1. 龍馬伝 第1巻 ISBN 978-4-04-631088-0（2010年3月15日発売）
  2. 龍馬伝 第2巻 ISBN 978-4-04-631107-8（2010年6月19日発売）
  3. 龍馬伝 第3巻 ISBN 978-4-04-631117-7（2010年8月14日発売）
  4. 龍馬伝 第4巻 ISBN 978-4-04-631130-6（2010年10月22日発売）
- コミック版
京果里保による公式コミカライズ。宙出版（ミッシィコミックス）より刊行。全4巻。原作表記は脚本･福田靖。
  1. 龍馬伝 コミック版 第一巻 ISBN 978-4-7767-2881-8（2010年1月25日発売）
  2. 龍馬伝 コミック版 第二巻 ISBN 978-4-7767-2919-8（2010年4月19日発売）

### CD
- NHK大河ドラマ 龍馬伝 オリジナル・サウンドトラック Vol.1（2010年1月27日発売）
- NHK大河ドラマ 龍馬伝 オリジナル・サウンドトラック Vol.2（2010年5月26日発売）
- NHK大河ドラマ 龍馬伝 オリジナル・サウンドトラック Vol.3（2010年9月8日発売）
- 龍心（2010年3月3日発売 いちむじん）

### DVD・Blu-ray
SEASON1
- NHK大河ドラマ 龍馬伝 完全版 DVD BOX1（2010年9月22日発売）
- NHK大河ドラマ 龍馬伝 完全版 Blu-ray BOX1（2010年9月22日発売）

SEASON2
- NHK大河ドラマ 龍馬伝 完全版 DVD BOX2（2010年11月26日発売）
- NHK大河ドラマ 龍馬伝 完全版 Blu-ray BOX2（2010年11月26日発売）

SEASON3
- NHK大河ドラマ 龍馬伝 完全版 DVD BOX3（2011年1月28日発売）
- NHK大河ドラマ 龍馬伝 完全版 Blu-ray BOX3（2011年1月28日発売）

FINAL SEASON
- NHK大河ドラマ 龍馬伝 完全版 DVD BOX4（2011年3月25日発売）
- NHK大河ドラマ 龍馬伝 完全版 Blu-ray BOX4（2011年3月25日発売）

総集編
- NHK大河ドラマ 龍馬伝 総集編 DVD-BOX（2011年4月22日発売）
- NHK大河ドラマ 龍馬伝 総集編 Blu-ray BOX（2011年4月22日発売）

### その他の関連商品
- 龍馬伝 龍馬の木札（NHKエンタープライズ）
- 龍馬どーもくんキャラクターグッズ（ぬいぐるみ、ストラップ等 NHKエンタープライズ）

## 受賞・反響

### 受賞
- 2011年エランドール賞 [8]
  - 作品賞 [TV ガイド賞]（TV部門）
  - 新人賞 -佐藤健
  - 田中友幸基金賞（プロデューサー賞） -鈴木圭
- 第67回ザテレビジョンドラマアカデミー賞
  - 助演男優賞 -香川照之[9]
- 東京ドラマアウォード2010[10]
  - 特別賞 （「龍馬伝」撮影チーム）
  - 連続ドラマ優秀賞
  - 助演男優賞 -香川照之
- 第37回放送文化基金賞[11][12]
  - 優秀賞
  - 演出賞 -大友啓史
- チームワーク・オブ・ザ・イヤー2010 -選出[13]（なお最優秀賞は小惑星探査機「はやぶさ」チーム[14]）
- 第48回ギャラクシー賞
  - テレビ部門個人賞 -福山雅治[15]
- 第19回橋田賞 -福山雅治[16]
- 第38回伊藤熹朔賞[17]
  - テレビ部門 協会賞[18] -山口類児、西川彰一、清絵里子、小味山潤
- 第10回（2010年度）映像技術賞[19] -山口類児、小味山潤、西川彰一、清絵里子（第27回　「武市の夢」の美術に対して）[20]

### 反響
平均視聴率が18.7%、最高視聴率24.4% で前作『天地人』を下回ったものの、2011年のエランドール賞の作品賞 [TV部門]（TV ガイド賞）を受賞した（大河ドラマとして3作連続受賞）。2010年11月28日放送の最終回「龍の魂」は、平成22年度（第65回）文化庁芸術祭参加作品になった。2010年11月15日より台湾、2011年1月より韓国、2月よりタイ、5月より香港にて放送された（#海外での放送）。

## ドラマ舞台地の誘致運動・反応
ドラマと並行して、龍馬に関する展示会「2010年NHK大河ドラマ特別展『龍馬伝』」が、江戸東京博物館・京都文化博物館・高知県立歴史民俗資料館・長崎歴史文化博物館の4か所にて開催された。坂本龍馬の手紙や遺品など170点を一堂に集めた過去最大の龍馬展であり、入場者数は東京14万1千人、京都6万7千人、高知3万2千人、長崎4万6千人を記録した。また、 NHK大河ドラマ「龍馬伝」全国巡回展と称して全国各地で龍馬伝に関する写真展覧会も行われた。
JR四国では、「南風」で運用の2000系気動車に本作および「土佐・龍馬であい博」とタイアップしたラッピングを施し、2009年11月12日から2010年12月31日まで運行した。
生家セット（床面積374平方メートル）については、放送翌年の2011年からJR高知駅前の「龍馬伝」幕末志士社中に設置された。しかし、放送から10年以上が経ち、2023年には連続テレビ小説『らんまん』が放送されることからリニューアルされることになり撤去が決定した。2022年7月4日から無償譲渡先を探したが、譲渡条件（分割不可、屋外使用不適など）の問題もあり、申込期限の7月25日までに応募がなかったため2022年8月31日で閉鎖され解体されることになった。

## その他
- 最終回の総合テレビでの本放送において、主人公・坂本龍馬が暗殺されるシーンで愛媛県知事選挙での中村時広の当選確実を伝える速報テロップが流れ、NHKに苦情が約1時間で500件以上寄せられた[23][注釈 17]。
- 約1ヶ月後の大晦日に行われた福山雅治のライブにて、香川照之による福山の公開断髪式が行われた。この模様は『第61回NHK紅白歌合戦』にて全国中継放送された。
- 2011年5月16日に死去した児玉清（坂本八平役）の追悼企画として、5月29日の『NHKとっておきサンデー』（NHK総合テレビジョン）番組内にて第7回「遥（はる）かなるヌーヨーカ」（児玉自身の最後の演技作品ともなった[注釈 18]）が再放送された。
- 2011年8月下旬より放映されているダンロップのCM「タイムトラベル未来篇」に福山雅治と濱田龍臣が出演。龍馬を演じた二人が初めて共演することとなった[25]。
- 弥太郎の大河ドラマへの登場は『竜馬がゆく』以来42年ぶり2回目であったが、同作で弥太郎の役を演じた中尾彬が第42回にてゲスト出演を果たした。
- 福山雅治も最終回収録の際に42年前に『竜馬がゆく』で竜馬を演じた北大路欣也と対面して握手した。これは当時、次作『江〜姫たちの戦国〜』の撮影も始まっていて北大路が徳川家康役で出演していたため[26]。
- 本作で高杉晋作を演じた伊勢谷友介は2015年の『花燃ゆ』で高杉の師匠に当たる吉田松陰を演じているが、本作と『花燃ゆ』のプロデューサーである土屋勝裕は、本作での演技を意識したことを語っている。
- 武市智役を演じた菅井きんは、本作以後は一切の演劇活動を停止。2018年に死去したため、本作が遺作となった[27]。

## 事件
- 端役（金子才吉に殺害されるイギリス人船員役）で出演したカナダ人俳優キャスピ・トロイ・アレクサンダーが2010年9月10日に大麻取締法違反容疑で神奈川県警に逮捕されていた[28] 事が視聴者からの指摘で判明、再放送では彼の名前はクレジットから削除された。
- 2011年9月に書道作家である上坂祥元[29] が、当作品並びに『武蔵 MUSASHI』のタイトルロゴが自らの構図と酷似し、著作権を侵害しているなどとして、NHKを相手取り、約1,100万円の損害賠償を求める訴訟を京都地裁に起こした[30]。ただし、京都地裁・大阪高等裁判所とも創作性を認めず、原告の訴えを退けている[31]。